# Creu dels Roures
Creu dels Roures és una creu de terme del municipi de Riner (Solsonès) declarada bé cultural d'interès nacional.

## Descripció
Es troba al cap d'un serrat a la sortida del Miracle en direcció a Su, emboscat abans dels incendis de 1998, ara la creu es veu perfectament des de la carretera, al primer revolt passat el Miracle, voltada d'alguns arbres cremats encara. Des d'aquest punt s'albira el santuari del Miracle i el turó de Sant Gabriel.

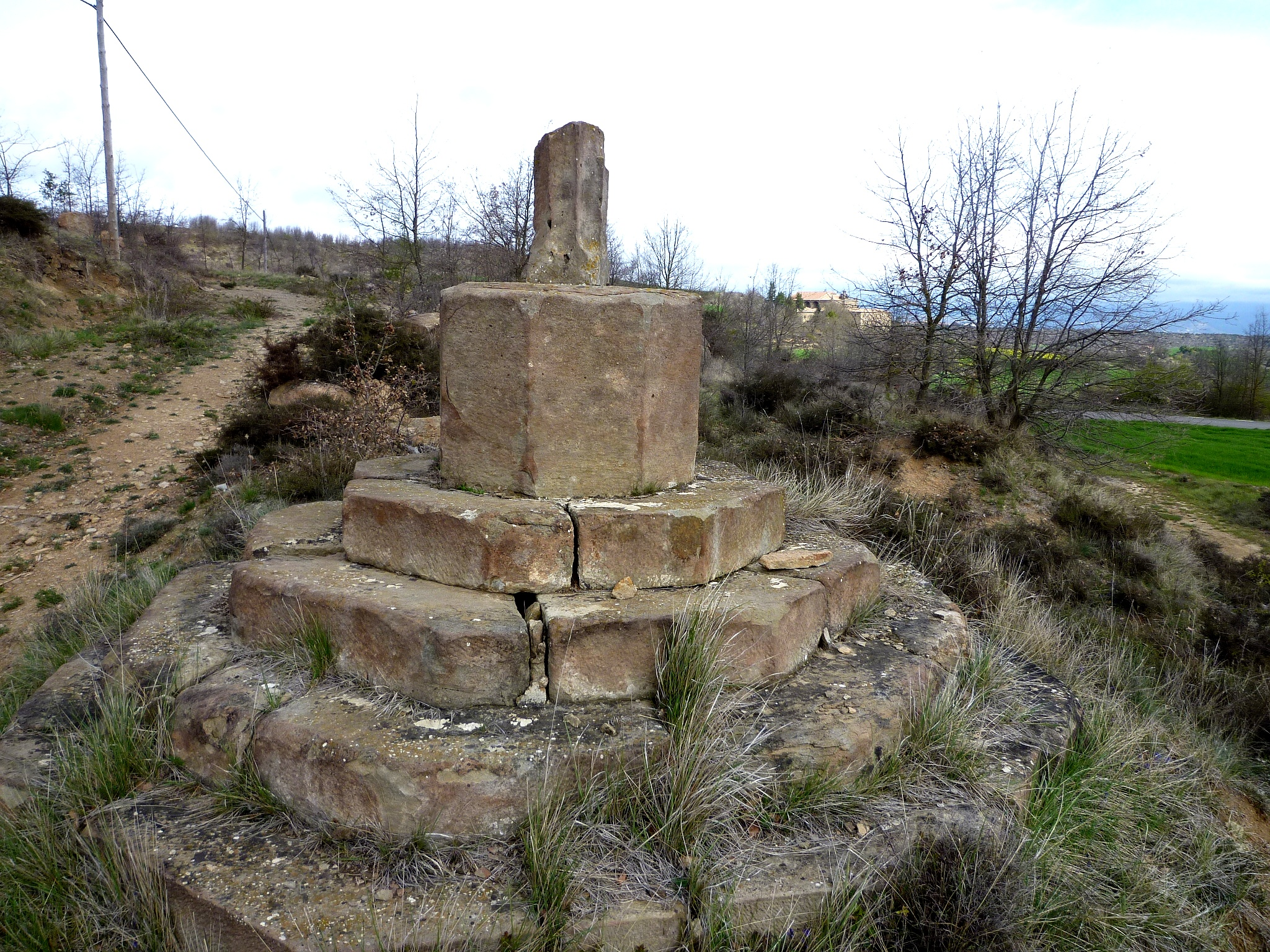
La creu amb el Miracle al fons

Presenta una graonada de quatre graons de 3,30 per 3,30 m de base. La graonada té una planta octogonal d'1,40 m, seguidament hi ha un sòcol de 0,66 per 0,66 m, sobre el qual s'alça el fust o columna de planta quadrada i cos octogonal, amb una alçada de 0,55 m. La curta alçada de la columna es deu al fet que està escapçada. La columna és estriada (presenta 8 estries).
Els graons fan 0,24 m d'alçada i 0,31 m de fondària. L'alçada total del monument és de 2,20 m. És interessant veure com la columna ha estat encaixada al sòcol mitjançant uns tascons de ferro.

## Història
L'any 1999 es va dur a terme un estudi d'Impacte Ambiental amb motiu de les obres de condicionament i millora de la carretera LV-3002 en el seu tram del Miracle al canvi de província. El projecte fou obra de la diputació de Lleida.
Els treballs duts a terme comprenien la recollida de documentació i el treball de camp consistent en una prospecció superficial intensiva del recorregut de la nova carretera, amb la intenció de constatar si hi havia algun jaciment arqueològic o element d'interès arquitectònic que pogués quedar afectat pel projecte.
Aquesta prospecció va permetre localitzar alguns jaciments inèdits fins al moment, entre ells aquest.